# Krokees
Krokees (griechisch Κροκεές (f. pl.)) ist eine Kleinstadt auf der griechischen Halbinsel Peloponnes. Die bis 2010 selbständige Gemeinde Krokees wurde zum 1. Januar 2011 wurde mit vier Nachbargemeinden zur neuen Gemeinde Evrotas fusioniert, in der sie seither einen Gemeindebezirk bildet. Die Kleinstadt Krokees selbst hatte 2011 1175 Einwohner.

## Geschichte
Krokees liegt südlich von Sparta, zwischen den Gebirgen Taygetos und Parnonas. In der Bronzezeit war Krokees von den Achäern und Pelasgern bevölkert. Um das Jahr 1100 v. Chr. gelangte die Stadt gemeinsam mit dem Rest von Lakonien in den Besitz der Dorer.
In der Antike, war Krokees berühmt für sein schönes waldgrünens Vulkangestein (Porphyr), welches auch als Krokeatis Lithos (Krokeischer Stein) bekannt ist. Obwohl dieser Stein sehr schwer zu verarbeiten war, wurde er häufig als Material für Gefäße und Vasen genutzt. Auch öffentliche Gebäude wie Badehäuser, später Kirchen wurden damit verblendet. Berühmte Beispiele sind das Badehaus von Korinth, die Hagia Sofia in Konstantinopel und die Kirche San Paolo fuori le Mura in Rom. Das Grab der 300 an den Thermopylen gefallenen Spartanern wurde ebenfalls aus dem Krokeeischen Stein gemacht.
Als Schutzgötter der antiken Stadt Krokeai wurde die Dioskuren verehrt. Ein Marmorrelief mit einer Darstellung der Dioskuren ziert den Brunnen auf dem zentralen Platz der Stadt.
Viele Fachleute, Wissenschaftler und Künstler entstammen dieser kleinen Stadt, darunter der berühmte griechische Dichter Nikiforos Vrettakos.
Unter dem Namen Levetsova (Λεβέτσοβα) wurde der Ort 1912 als Landgemeinde (kinotita) anerkannt und 1927 zunächst in (Katharevousa) Krokee (Κροκεαί) umbenannt, 1997 wurden drei Nachbargemeinden eingemeindet und Krokees zur Stadtgemeinde (dimos) erhoben.

## Weblink
- Krokees bei GTP